# 나카야마 시노부
나카야마 시노부(中山忍, 1973년 1월 18일 ~ )은 일본의 배우이자, 가수이다.

## 출연

### 영화
- 허니 (2019년)
- 매치메이킹 크루즈 (2017년)
- 사랑에 눈뜨다 (2007년)
- 오오쿠 (2006년)
- 발트의 낙원 (2006년)
- 팔묘촌 (2004년)
- 사랑을 노래하면♪ (2002년)
- 천년의 사랑 - 히카루 켄지 이야기 (2001년)
- 가메라3: 사신 이리스의 각성 (1999년)
- 미야자와 켄지 (1996년)
- 가메라: 대괴수 공중결전 (1995년)
- 이연걸의 정무문 (1994년)
- 고질라 21 - 고질라 대 메가고질라 (1993년)